# Beta Circini B
Beta Circini B, (an abrégé β Cir B), ou Beta Circini b, est une naine brune située autour de l'étoile de type A Beta Circini, dans la constellation du Compas. Elle est de type spectral L1.0 et sa température de surface est de 2 084 K. Sa masse a été caractérisée en utilisant la méthode du spectre, qui a conclu que l'objet a une masse de 56,0 ± 7,0 M  J .
En date de 2016, elle était localisée à une distance angulaire de 217,6 secondes d'arc et à un angle de position de 199° de Beta Circini A.